# Pilea matsudai
Pilea matsudai är en nässelväxtart som beskrevs av Yoshimatsu Yamamoto. Pilea matsudai ingår i släktet pileor, och familjen nässelväxter. Inga underarter finns listade i Catalogue of Life.